# Velké Heraltice
Velké Heraltice (in tedesco Groß Herrlitz) è un comune della Repubblica Ceca facente parte del distretto di Opava, nella regione della Moravia-Slesia.